# Fresney, Eure
Fresney är en kommun i departementet Eure i regionen Normandie i norra Frankrike. Kommunen ligger i kantonen Saint-André-de-l'Eure som tillhör arrondissementet Évreux. År 2022 hade Fresney 318 invånare.

## Befolkningsutveckling
Antalet invånare i kommunen Fresney
Referens:INSEE